# پاراپا رپر (سریال تلویزیونی)
پاراپا رپر (パラッパラッパー PaRappa Rappā) (به انگلیسی: PaRappa the Rapper) انیمهٔ سریالی اقتباسی ژاپنی-آمریکایی از مجموعهٔ پاراپا رپر اثر نانا آن-شا می‌باشد که به‌عنوان پیشایند مجموعه نیز عمل می‌کند. این سریال توسط جی.سی.استاف تهیه‌شده و در ژاپن از فوجی تی‌وی بین آوریل سال ۲۰۰۱ و ژانویهٔ سال ۲۰۰۲ در ۳۰ قسمت پخش می‌شد. قسمت‌های ۲۹ و ۳۰ در یک ۱ ساعت بایکدیگر به‌طور ویژه پخش شده‌اند.